# Gertrude Lachner
Pour les articles homonymes, voir Lachner.
Gertrude Lachner, aussi nommée Froben ou Herwagen, née à une date inconnue et morte vers 1559-1560 à Bâle, est une humaniste et éditrice suisse proche d'Érasme. D'abord l'épouse de Johann Froben puis de Johann Herwagen, elle s'implique avec eux dans leurs travaux d'édition.  
Son remariage avec Herwagen, après la mort de son premier époux, permet à l'humaniste d'accroître significativement la quantité et la qualité de ses productions, jusqu'à ce que celui-ci ne la trompe en 1538 avec l'épouse de son beau-fils, Érasme Froben, Katherina Weckart, que cela ne divise leur famille et leur maison d'édition. Elle meurt vers 1559-1560.

## Biographie
Elle naît à une date inconnue, son père, Wolfgang Lachner, est libraire. Elle épouse Johann Froben. En 1515, leur fils, Érasme Froben, devient filleul d'Érasme. Après la mort de Froben, elle épouse vers 1528 Johann Herwagen, avec qui le couple collaborait déjà et qui est proche du défunt mari,. Cela leur permet de joindre leurs deux presses et d'accroître la fréquence, le nombre et la qualité des productions, qui portent désormais leurs deux noms, Froben-Herwagen,,.
Malgré l'amitié de Lachner et Herwagen envers Érasme, le couple entre en conflit avec l'humaniste à la fin des années 1520 au sujet de l'éducation d'Érasme Froben, ne souhaitant pas suivre les conseils du néerlandais, qui souhaiterait qu'il étudie à l'Université de Louvain au lieu de rester en Suisse ou à Lyon. L'humaniste continue fidèlement, malgré leurs graves conflits, à faire appel à leurs presses, probablement par amitié envers Lachner plutôt qu'envers Herwagen.
En 1538, la famille est touchée par le scandale après qu'Herwagen a séduit Katherina Weckart, l'épouse d'Érasme Forben, qui le quitte ; il doit répondre devant un procès et est condamné en 1542 à une lourde amende et à l'exil. S'il poursuit ses activités et parvient à revenir à Bâle, cela ralentit considérablement ses activités de publication et divise la famille durablement.
Elle meurt vers 1559-1560.